# Bison des plaines
Bison bison bison
Pour les articles homonymes, voir Bison (homonymie).
Sous-espèce

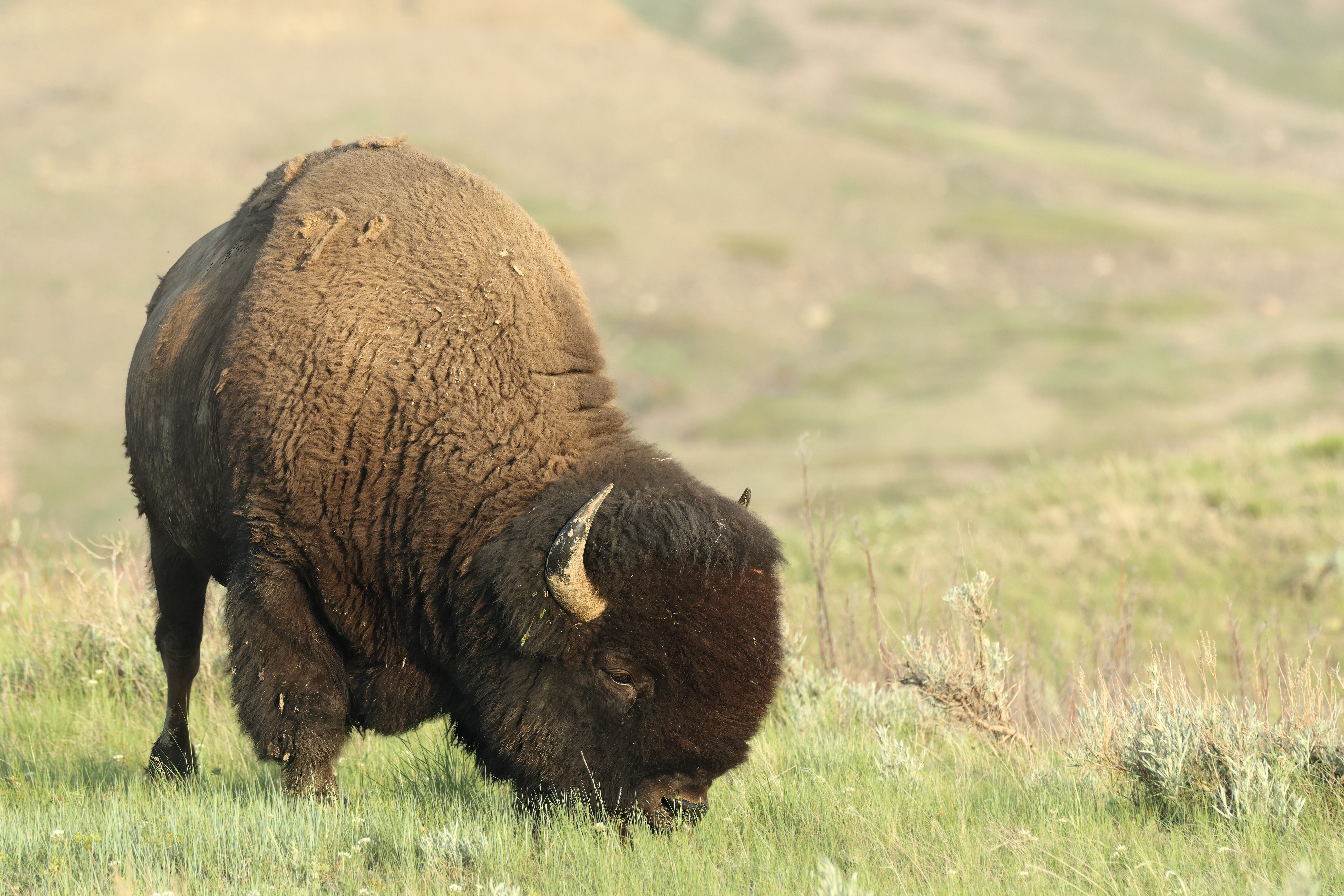
Un bison des plaines dans le parc national des Prairies au Canada. Juin 2023.

Le Bison des plaines (Bison bison bison) est l'une des deux sous-espèces/écotypes du Bison d'Amérique du Nord, l'autre étant le Bison des bois (Bison bison athabascae),,. Une population naturelle de bisons des plaines survit dans le parc national de Yellowstone (le troupeau est composé d'environ 3 000 têtes). Plusieurs troupeaux de bisons habitent de nombreux espaces des grandes plaines américaines ainsi que du sud des prairies canadiennes.

## Taxonomie
Bison bison bison a pour synonymes selon BioLib (16 mai 2021) :
- Bison bison occidentalis
- Bison bison oregonus Bailey, 1932
- Bison americanus pennsylvanicus Shoemaker, 1915
- Bison bison pennsylvanicus Shoemaker, 1915
- Bison bison septemtrionalis Figgins, 1933
- Bison sylvestris Hay, 1915

Selon ITIS (16 mai 2021), Catalogue of Life (16 mai 2021) et GBIF (16 mai 2021), il n'existe pas de sous-espèce de Bison d'Amérique (Bison bison). Bison bison bison serait donc synonyme de Bison bison.